# Сауран
Саура́н (каз. Сауран) — село у складі Сауранського району Туркестанської області Казахстану. Адміністративний центр Жибек-Жолинський.
Населення — 1549 осіб (2021; 1526 у 2009, 1373 у 1999, 998 у 1989).